# Attentat du 28 juillet 2019 à Kaboul
L'attentat du 28 juillet 2019 à Kaboul est survenu le 28 juillet 2019 lorsqu'un attentat-suicide à la voiture piégée s'est produit dans le bureau de Kaboul du candidat à la vice-présidence (en) Amrullah Saleh. L'attentat à la bombe a tué plus de 20 personnes et en a blessé plus de 50 autres, dont Saleh qui a été légèrement blessé. Quatre hommes armés ont alors pris d'assaut le bâtiment et l'ont assiégé pendant des heures avant d'être tués.

## Victimes
Vingt personnes ont été tuées et 50 autres blessées, dont Amrullah Saleh qui a été légèrement blessé dans l'explosion.

## Responsabilité de l'attentat
La responsabilité de l'attaque n'a pas été revendiquée dans l'immédiat, mais l'EIIL et les talibans mènent fréquemment des attaques dans cette région.